# Brasiloniscus verrucosus
Brasiloniscus verrucosus är en kräftdjursart som beskrevs av Lemos de Castro 1973. Brasiloniscus verrucosus ingår i släktet Brasiloniscus och familjen Pudeoniscidae. Inga underarter finns listade i Catalogue of Life.